# Bøur község
Bøur község (feröeriül: Bíggjar kommuna) egy megszűnt község Feröeren. Vágar nyugati részén feküldt.

## Történelem
A község 1915-ben jött létre Vágar egyházközség szétválásával.
2005. január 1-jétől Sørvágur község része lett.

## Önkormányzat és közigazgatás

### Települések
| Település | Mióta a község része | Előző község       | Meddig a község része | Következő község | Megjegyzés |
| --------- | -------------------- | ------------------ | --------------------- | ---------------- | ---------- |
| Bøur      | 1915                 | Vágar egyházközség | 2004. december 31.    | Sørvágur község  |            |
| Gásadalur | 1915                 | Vágar egyházközség | 2004. december 31.    | Sørvágur község  |            |

## Népesség
| Év              | Lakosság |
| --------------- | -------- |
| 1986. január 1. | 83       |
| 1991. január 1. | 79       |
| 1996. január 1. | 73       |
| 2001. január 1. | 67       |